# Beat Crusaders
Die Beat Crusaders sind eine japanische Rockband, die 1997 gegründet wurde und hauptsächlich Indie-Musik machte.

## Geschichte
Die Band wurde 1997 mit den vier Mitgliedern Hidaka Tooru, Umu, Araki und Thai gegründet. 2003 wechselten sie ihr Label. Umu, Araki und Thai verließen die Gruppe und machten Platz für vier neue Mitglieder: Masahito, Mashiita, Keitaimo und Taro. Sie schafften den Einstieg in die Oricon-Charts. Ihr Durchbruch kam durch den Anime Beck, für den sie das Opening beisteuerten. Bis Herbst 2006 lief ihre Single Tonight, Tonight, Tonight im Anime Bleach als Opening. Außerdem sorgten sie bei der amerikanischen, parodistischen Animeserie Kappa Mikey für den Titelsong. Im April 2007 erschien ihre Single Ghost. Ihre Single Winterlong wurde als Opening der Anime-Serie Hero Tales verwendet. Im Juni 2008 feierten die Jungs ihr 10-jähriges Bestehen. Deshalb kam im selben Monat ihr Album Popdod auf dem Markt.
Ihre Musik ist ein Mix aus Rock- und unterhaltender Pop-Musik. Sie singen zudem größtenteils in Englisch.
Über die fünf Mitglieder ist nicht viel bekannt, da sie ihre Identität geheim halten.

## Diskografie

### Studioalben
| Jahr | Titel | Höchstplatzierung, Gesamtwochen, AuszeichnungChartsChartplatzierungen (Jahr, Titel, Platzierungen, Wochen, Auszeichnungen, Anmerkungen) | Anmerkungen                             |
| Jahr | Titel | JP | Anmerkungen                             |
| ---- | --- | --- | --------------------------------------- |
| 1999 | Howling Symphony Of... | — | Erstveröffentlichung: 10. Juli 1999     |
| 2000 | All You Can Eat | — | Erstveröffentlichung: 20. März 2000     |
| 2000 | Handsome Academy | — | Erstveröffentlichung: 20. Juli 2000     |
| 2001 | Foresights | JP35 (6 Wo.)JP | Erstveröffentlichung: 10. Mai 2001      |
| 2002 | Sexcite | JP32 (5 Wo.)JP | Erstveröffentlichung: 9. Oktober 2002   |
| 2003 | Beat Crusaders | JP19 (13 Wo.)JP | Erstveröffentlichung: 27. August 2003   |
| 2004 | A PopCalypse Now: Jigoku no Pop Shiroku (A PopCalypse Now ～地獄のPOP示録～) A Poppukaripusu Nau ~Jigoku no Poppu Shiroku~ | JP37 (14 Wo.)JP | Erstveröffentlichung: 22. Juli 2004     |
| 2005 | P.O.A. -Pop on Arrival- | JP3 Gold · (23 Wo.)JP | Erstveröffentlichung: 11. Mai 2005      |
| 2005 | Musicrusaders | JP6 (10 Wo.)JP | Erstveröffentlichung: 7. September 2005 |
| 2007 | 1999–2003 Lastrum Years | JP29 (4 Wo.)JP | Erstveröffentlichung: 17. Januar 2007   |
| 2007 | EpopMaking: Pop to no Sōgū (EpopMaking ～Popとの遭遇～)                                                                    | JP2 Gold · (12 Wo.)JP | Erstveröffentlichung: 30. Mai 2007      |
| 2008 | Popdod | JP4 (10 Wo.)JP | Erstveröffentlichung: 4. Juni 2008      |
| 2009 | Very Best Crusaders | JP3 (9 Wo.)JP | Erstveröffentlichung: 18. Februar 2009  |
| 2009 | Pretty in Pink Flamingo Soundtrack                                                                                         | JP49 (4 Wo.)JP | Erstveröffentlichung: 9. September 2009 |
| 2010 | Rest Crusaders | JP4 (6 Wo.)JP | Erstveröffentlichung: 6. Oktober 2010   |
| 2010 | Lust Crusaders-Other Side of Beat Crusaders                                                                                | JP15 (4 Wo.)JP | Erstveröffentlichung: 6. Oktober 2010   |
| 2010 | Lost Crusaders | JP17 (5 Wo.)JP | Erstveröffentlichung: 15. Dezember 2010 |

### Singles
| Jahr | Titel Album                 | Höchstplatzierung, Gesamtwochen, AuszeichnungChartsChartplatzierungen (Jahr, Titel, Album, Platzierungen, Wochen, Auszeichnungen, Anmerkungen) | Anmerkungen                                                         |
| Jahr | Titel Album                 | JP | Anmerkungen                                                         |
| ---- | --------------------------- | --- | ------------------------------------------------------------------- |
| 2000 | Firestarter –               | — | Erstveröffentlichung: 20. Januar 2000                               |
| 2003 | Girl Friday –               | — | Erstveröffentlichung: 1. Dezember 2003                              |
| 2004 | Sensation –                 | — | Erstveröffentlichung: 21. April 2004                                |
| 2004 | Hit in the USA –            | JP16 (31 Wo.)JP | Erstveröffentlichung: 19. Oktober 2004 Beck Opening                 |
| 2005 | Feel –                      | JP13 (6 Wo.)JP | Erstveröffentlichung: 12. April 2005                                |
| 2005 | I Can See Clearly Now –     | — | Erstveröffentlichung: 28. September 2005                            |
| 2006 | Day After Day / Solitaire – | JP6 (8 Wo.)JP | Erstveröffentlichung: 5. April 2006                                 |
| 2006 | Tonight, Tonight, Tonight – | JP7 (8 Wo.)JP | Erstveröffentlichung: 6. September 2006 4. Bleach Opening           |
| 2007 | Ghost –                     | JP12 (6 Wo.)JP | Erstveröffentlichung: 18. April 2007                                |
| 2008 | Winterlong –                | JP7 (5 Wo.)JP | Erstveröffentlichung: 16. Januar 2008 1. Hero Tales (Anime) Opening |
| 2009 | Let it Go –                 | JP17 (4 Wo.)JP | Erstveröffentlichung: 23. September 2009                            |

Weitere Lieder
- 2009: ウォーアイニー (mit Takahashi, JP: Gold (Digital))